# Grupa galaktyk w Rzeźbiarzu
Grupa galaktyk w Rzeźbiarzu – luźna grupa ok. 20 galaktyk znajdująca się w kierunku konstelacji Rzeźbiarza. Grupa ta jest jedną z najbliższych grup galaktyk Grupy Lokalnej, odległość od centrum grupy do Drogi Mlecznej wynosi około 3,9 Mpc. W przeszłości Grupa w Rzeźbiarzu wraz z Grupą Lokalną oraz Grupą Maffei mogły tworzyć jedną gromadę galaktyk. Grupa galaktyk w Rzeźbiarzu jest jedną z wielu grup należących do Supergromady Lokalnej.
Grupa w Rzeźbiarzu znajduje się na obrzeżach Grupy Lokalnej, do której jest zbliżona rozmiarami i składem. Jest to młoda grupa zawierająca galaktyki nieregularne oraz spiralne, lecz pozbawiona eliptycznych. Galaktyki należące do grupy są luźno ze sobą związane. Do wyróżniających się galaktyk należą NGC 55, NGC 247, NGC 300 oraz NGC 7793. Najbliższą galaktyką od Drogi Mlecznej jest galaktyka nieregularna NGC 55, uważana czasem za jednoramienną galaktykę spiralną. Dominującą galaktyką grupy w Rzeźbiarzu jest duża galaktyka spiralna NGC 253 posiadająca podobne rozmiary jak Droga Mleczna.

## Galaktyki grupy w Rzeźbiarzu
Lista głównych galaktyk należących do grupy. Lista ta jest niekompletna, ponieważ wiele galaktyk karłowatych znajdujących się na jej obszarze nie zostało odpowiednio zbadanych.
| Nazwa                          | Typ         | Rektascensja (J2000) | Deklinacja (J2000) | Redshift (km/s) | Wielkość gwiazdowa |
| ------------------------------ | ----------- | -------------------- | ------------------ | --------------- | ------------------ |
| IC 1574                        | IM(s)m      | 00h 43m 03,8s        | -22° 14′ 49″       | 363 ± 4         | 15,1               |
| NGC 45                         | SBd         | 00h 14m 04s          | -23° 10′ 53″       | 467             | 10,4               |
| NGC 55                         | SB          | 00h 14m 53,6s        | -39° 14′ 48″       | 123             | 9,9                |
| NGC 59                         | SA(rs)0     | 00h 15m 25,1s        | -21° 26′ 39,8″     | 362 ± 10        | 13,1               |
| NGC 247                        | SAB(s)d     | 00h 47m 08,5s        | -20° 45′ 37″       | 156 ± 2         | 9,9                |
| NGC 625                        | SB(s)m      | 01h 35m 04,6s        | -41° 26′ 10″       | 396 ± 1         | 11,7               |
| NGC 7793                       | SA(s)d      | 23h 57m 49,8s        | -32° 35′ 28″       | 227 ± 2         | 10,0               |
| PGC 2881                       | IABm        | 00h 49m 20,9s        | -18° 04′ 32″       | 224 ± 3         | 16,5               |
| PGC 2933                       | IAB(s)m pec | 00h 50m 24,3s        | -19° 54′ 24″       | 228 ± 1         | 16,6               |
| PGC 6430                       | IB(s)m      | 01h 45m 03,7s        | -43° 35′ 53″       | 391 ± 2         | 12,7               |
| Sculptor-dE1                   | dE          | 00h 23m 51,7s        | -24° 42′ 18″       |                 | 16,9               |
| SDIG (PGC 621)                 | IBm         | 00h 08m 13,4s        | -34° 34′ 42″       | 221 ± 6         | 15,5               |
| NGC 253 (Galaktyka Rzeźbiarza) | SAB(s)c     | 00h 47m 33,1s        | -25° 17′ 18″       | 243 ± 2         | 8,0                |
| UGCA 15                        | IB(s)m      | 00h 49m 49,2s        | -21° 00′ 54″       | 295 ± 0         | 15,2               |
| UGCA 442                       | SB(s)m      | 23h 43m 45,5s        | -31° 57′ 24″       | 267 ± 2         | 13,6               |